# Portishead (miasto)
Portishead – miasto w Wielkiej Brytanii, w Anglii, w hrabstwie Somerset, w jednostce administracyjnej North Somerset, położone nad Kanałem Bristolskim, przy granicy z miastem Bristol (18 km od centrum miasta).

## Historia
Miasto o korzeniach rzymskich, wymienione w Domesday Book. Wartość miasta oceniono tam na 70 szylingów. W roku 1813 miastu przyznano prawo do posiadania własnej stoczni. Prawdziwy rozwój nastąpił wraz z wybudowaniem linii kolejowej z Bristolu. Port mógł zacząć przyjmować statki, które ze względu na rozmiar nie mogły wpłynąć do portu bristolskiego. Na początku XX wieku wybudowano elektrownię dla Bristolu.